# 傑夫·愛德華茲
杰夫·愛德華茲（英語：Geoffrey Bruce Owen "Geoff" Edwards，1931年2月15日—2014年3月4日），是一名美国电影演员、游戏主持人、广播人物。
早年在加利福尼亚州工作，后加入NBC、KMPC。1973年开始加入美国广播公司的游戏节目。2014年3月5日，因肺炎并发症去世，享年83岁。